# Rhizophora
Rhizophora is een geslacht uit de familie Rhizophoraceae. De meest voorkomende soort is Rhizophora mangle, maar er zijn ook enkele andere soorten en natuurlijke hybriden bekend. Rhizophora-soorten komen meestal voor in intergetijdengebieden, die dagelijks door de oceaan onder water worden gezet. Ze vertonen een aantal aanpassingen voor deze leefomgeving, zoals ademwortels die de planten verhogen tot boven het water en ervoor zorgen dat ze zuurstof kunnen opnemen, zelfs als de lagere wortels onder water staan. Daarnaast hebben ze een cytologisch pompmechanisme dat ervoor zorgt dat overmatige zouten buiten de plant worden gehouden. De naam van het geslacht is afgeleid uit de Oudgriekse woorden ῥίζα (rhiza), "wortel" en φορός (phoros), "dragend", verwijzend naar de ademwortels.
De kevers van de soort Poecilips fallax zijn plaagdieren voor de planten.

## Taxonomie

### Soorten
- Rhizophora apiculata Blume
- Rhizophora harrisonii Leechm.
- Rhizophora mangle L.
- Rhizophora mucronata Lam.
- Rhizophora racemosa G.Mey.
- Rhizophora samoensis (Hochr.) Salvoza
- Rhizophora stylosa Griff.

### Hybriden
- Rhizophora × annamalayana Kathiresan (R. apiculata × R. mucronata)
- Rhizophora × lamarckii Montrouz. (R. apiculata × R. stylosa)
- Rhizophora × selala (Salvoza) P.B.Tomlinson (R. mangle × R. stylosa)

### Foutief geplaatst onderRhizophora
- Aegiceras corniculatum (L.) Blanco (als R. corniculata L.)
- Bruguiera gymnorhiza (L.) Savigny (als R. gymnorhiza L.)
- Bruguiera parviflora (Roxb.) Wight & Arn. ex Griff. (als R. parviflora Roxb.)
- Bruguiera sexangula (Lour.) Poir. (als R. sexangula Lour.)
- Ceriops tagal (Perr.) C.B.Rob. (als R. tagal Perr.)